# موزه هنر متروپولیتن توکیو
موزه هنر متروپولیتن توکیو (به ژاپنی: 東京都美術館, Tōkyōto Bijutsukan)، یک موزه هنر واقع در  پارک اوئنو،  توکیو،  ژاپن است.